# Коренева, Елена Алексеевна
Еле́на Алексе́евна Ко́ренева (род. 3 октября 1953, Москва) — советская, американская и российская актриса театра и кино, литератор, кинорежиссёр, сценаристка. Двукратная лауреатка премии «Ника» (2017, 2019).

## Биография

### Происхождение
Родилась 3 октября 1953 года в Москве, в творческой семье. Отец — Алексей Александрович Коренев (1927—1995), кинорежиссёр. Мать — Наталья Андреевна Коренева (урождённая Константинова), много лет проработала в качестве ассистента режиссёра по актёрам на киностудии «Мосфильм» (в частности, на таких картинах, как «Ирония судьбы, или С лёгким паром!», «Сто дней после детства», «Покровские ворота» и многих других). В юности снялась в роли Тони Иванихиной в первой версии фильма «Молодая гвардия» С. А. Герасимова, а также в эпизоде в дебютной картине мужа — «Черноморочка» (1959).
В детстве Елена мечтала стать балериной, но в хореографическое училище при Большом театре её не приняли. В 16-летнем возрасте, школьницей, дебютировала в кино в роли Дуни Бабуриной, снявшись в комедийном фильме своего отца «Вас вызывает Таймыр».
Окончив школу с углублённым изучением английского языка, поступила в Высшее театральное училище им. Б. Щукина на курс мастера Людмилы Владимировны Ставской. Попытка поступления оказалась неудачной; Елена была принята на учёбу «условно», — рекомендацию дал Олег Ефремов. Но через три месяца, после показа самостоятельных работ («Последние» М. Горького), её утвердили в качестве студентки.

### Творческая карьера в СССР
В 1974 году, будучи студенткой, сыграла главную роль в фильме Андрея Кончаловского «Романс о влюблённых». Эта роль принесла начинающей актрисе популярность. На МКФ в Карловых Варах в 1974 году картина была удостоена «Хрустального глобуса».
Окончила училище в 1975 году (роль Джульетты в дипломном спектакле «Ромео и Джульетта»).
В 1975—1977 годах работала в московском театре «Современник» у Галины Волчек (спектакли «Принцесса и дровосек», «Четыре капли», «Валентин и Валентина», «И пойду! И пойду!», «Вечно живые» и др.).
В 1977—1979 годах — актриса Московского драматического театра на Малой Бронной по приглашению Анатолия Эфроса.

### Жизнь в США
В июне 1982 года вышла замуж за преподавателя русского языка и литературы из США Кевина Мосса и 15 сентября эмигрировала в США. Жила с мужем (преподававшим в разных вузах) в академических городках, посещала различные образовательные курсы, изучала французский язык; для лучшей адаптации и материальной свободы устроилась работать в кафетерий[прояснить]. Супруг оказался геем.
После развода жила в Нью-Йорке (работала официанткой в ресторане «Русский самовар»), где познакомилась с поэтом Иосифом Бродским и танцовщиком Михаилом Барышниковым. Позже жила в Лос-Анджелесе, работая арт-дилером в одной из художественных галерей. Затем переехала в Сан-Франциско.
Оставаясь гражданкой СССР, в течение 3,5 лет не имела возможности приехать на родину, чтобы встретиться с родными, поскольку советские власти отказывали ей в выдаче визы. Посетить Москву, получив долгожданное разрешение, ей удалось лишь весной 1986 года. В 1988—1989 годах актриса также приезжала в СССР, где снялась в нескольких кинокартинах.
За период 11-летней эмиграции снялась также в ряде американских фильмов (1984 — «Возлюбленные Марии», 1989 — «Гомер и Эдди», 1993 — «Узник времени») и начала писать автобиографическую прозу.

### Жизнь в России после возвращения
В 1993 году вернулась в Россию. Живёт в Москве, играет в спектаклях, снимается в кино и телесериалах.
Одной из первых театральных работ актрисы по возвращении в Россию стала роль Лу Андреас-Саломе в моноспектакле «Лу (и Фриц, и Райнер, и профессор)», поставленном в 1994 году по пьесе Дэвида Джорджа. В 1996 году Е. Коренева сыграла спектакль на английском языке и в другой режиссуре на театральном фестивале в городе Перт в Австралии (Festival of Perth).
В 1995—1997 годах работала в Театре имени К. С. Станиславского.
В 1999 году окончила Высшие режиссёрские курсы (экспериментальный одногодичный курс, мастерская Александра Митты). По собственным сценариям сняла две короткометражных картины: «Ноктюрн Шопена» и «Люся и Гриша».
В творческой биографии — работа со многими известными российскими режиссёрами (В. Фокиным, И. Масленниковым, А. Михалковым-Кончаловским, И. Хейфицем, А. Миттой, М. Захаровым, М. Козаковым, С. Дружининой, К. Шахназаровым и др.).
В кино и театре создала галерею ярких образов («Вишнёвый сад», «Сентиментальный роман», «Сибириада», «Ася», «Утренний обход», «Ярославна, королева Франции», «Тот самый Мюнхгаузен», «Идеальный муж», «Цезарь и Клеопатра», «Покровские ворота», «Комедия о Лисистрате», «Ловушка для одинокого мужчины» и др.).
За роль Медеи в спектакле «Москва. Психо» (режиссёр Андрей Жолдак) театра «Школа современной пьесы» в 2009 году была номинирована на зрительскую премию «Звезда Театрала» («За лучшее соло») журнала «Театрал» и ИД «Новые Известия».
Приняла участие в работе кинофестиваля «Амурская осень — 2009». В 2010 году была членом Большого международного жюри кинофестиваля «Лістапад» в Минске.

## Семья и личная жизнь

### Семья
Состояла в браке с Кевином Моссом, гражданином США, славистом.
Фактический муж — Андрей Ташков, актёр театра и кино, заслуженный артист РФ.
Старшая сестра Мария Коренева (род. 1950) — художник-график; снялась в небольших ролях в художественных фильмах А. А. Коренева «Большая перемена» и «Три дня в Москве».
Младшая сестра (по отцу) Александра Коренева (род. 1983) — пианистка, клавесинистка, педагог (с 2008 года ведёт специальности «клавесин», «хаммерклавир», «камерный ансамбль» и «искусство континуо» в Московской государственной консерватории имени П. И. Чайковского); снялась в короткометражном фильме Елены Кореневой «Ноктюрн Шопена» (1998); живёт в Москве.

### Общественная позиция
Неоднократно принимала участие в правозащитных и благотворительных акциях, оппозиционных и антивоенных митингах. Выступала за освобождение Светланы Бахминой, Надежды Савченко, Олега Сенцова, Сергея Мохнаткина, Олега Навального, участниц группы «Pussy Riot», фигурантов «Болотного дела», Михаила Ходорковского, Платона Лебедева и других политзаключённых. Высказывалась против дискриминации ЛГБТ и запрета иностранных усыновлений, за принятие закона о защите животных. Поддерживала Алексея Навального, баллотировавшегося в 2013 году в мэры Москвы. В 2014 году в числе других кинематографистов актриса подписала опубликованное «КиноСоюзом» открытое письмо с осуждением «российской военной интервенции в Украину» и «беспрецедентной антиукраинской кампании, развязанной российскими государственными каналами».
На церемонии вручения ежегодной кинопремии «Ника» 28 марта 2017 года в числе нескольких гостей и лауреатов выступила в поддержку задержанных участников прошедшей накануне акции протеста.
В марте 2020 года подписала обращение против принятия поправок к Конституции РФ, предложенных президентом Путиным. В сентябре подписала письмо в поддержку протестных акций в Беларуси.
26 января 2021 года осудила арест Алексея Навального. 7 апреля присоединилась к кампании за освобождение Навального
В 2022 году выступила против вторжения России в Украину.

## Творчество

### Театральные работы

#### «Современник» (1975—1977)
- «Принцесса и дровосек» (пьеса Маргариты Микаэлян и Г. Волчек по мотивам чешских народных сказок; первая режиссёрская работа Олега Даля совместно с Г. Волчек) — Принцесса
- «Четыре капли»: «Заступница» (В. Розов) — Лариса
- «Валентин и Валентина» (М. Рощин) — Маша
- «И пойду! И пойду!» (композиция Ю. Ф. Карякина по произведениям Ф. М. Достоевского)
- «Вечно живые» (В. Розов) — Люба

#### Театр на Малой Бронной(1977—1979)
- «Месяц в деревне» (1977, И. С. Тургенев; постановка А. Эфроса) — Верочка
- «Веранда в лесу» (1978, И. Дворецкий; постановка А. Эфроса)
- «Продолжение Дон Жуана» (1979, Э. Радзинский; постановка А. Эфроса)

#### Театральные работы по возвращении в Россию
- 1994 — «Лу (и Фриц, и Райнер, и профессор)» Дэвида Джорджа (моноспектакль, постановка Евгения Каменьковича, Российское театральное агентство Д. Я. Смелянского, Малая сцена Театра на Таганке) — Лу Андреас-Саломе
- 1994 — «Тачка во плоти» Петра Гладилина (антреприза, постановка Евгения Каменьковича, Русско-французский театральный центр «Сафо», автосалон «Нью-Йорк моторс») — Вероника
- «Пария» А. Стриндберга (Театр им. К. С. Станиславского)
- 1996 — «Женитьба» Н. В. Гоголя (Театр им. К. С. Станиславского)
- 2001 — «Доброе утро, любимая!», или «Кофе с Бибо» (пьеса и постановка Андрея Ташкова, эксцентрическая комедия, антреприза, Продюсерский центр «Аметист»)
- 2006 — «Около любви» Александра Коровкина (постановка Игоря Мачалова, Продюсерский центр «Актёр», антреприза)
- 2007 — «Кармен. Исход» (постановка Андрея Жолдака, Театр наций) — Лектор
- 2008 — «Москва. Психо» (постановка Андрея Жолдака, Театр «Школа современной пьесы») — Медея

### Фильмография

#### Актёрские работы
- 1970 — Вас вызывает Таймыр — Дуня Бабурина, внучка деда Бабурина (вокал — Нина Бродская)
- 1971 — Пой песню, поэт… — девушка на пароме
- 1973 — Большая перемена — девушка с книгой в музее (в титрах не указана)
- 1973 — Назначение — Маша
- 1974 — Романс о влюблённых — Таня, возлюбленная Сергея Никитина (вокал — Зоя Харабадзе)
- 1976 — Сентиментальный роман — Зоя-маленькая, пионервожатая
- 1977 — Ася — Ася, дочь дворянина и горничной
- 1978 — Сибириада — Тая Соломина (в 1940-е годы)
- 1978 — Ярославна, королева Франции — Анна Ярославна, дочь Великого князя Ярослава Мудрого
- 1979 — Экипаж — Нонна, бывшая любовница бортинженера Игоря Скворцова
- 1979 — Тот самый Мюнхгаузен — Марта, возлюбленная барона Мюнхгаузена
- 1979 — Сватовство гусара — Елизавета Потаповна Лоскуткова, дочь ростовщика (вокал — Наталья Овчарова)
- 1979 — Утренний обход — Аля (Алиса), студентка института иностранных языков
- 1980 — Глубокие родственники (короткометражка) — Вера
- 1980 — Идеальный муж — мисс Мэйбл Чилтерн, сестра сэра Роберта
- 1981 — Ленин в Париже — певица (вокал — Каролин Клер / Caroline Clerc)
- 1981 — Яблоко на ладони — Вера
- 1982 — Покровские ворота — Людочка, молодая медсестра, возлюбленная Хоботова
- 1982 — Инспектор Лосев — Елена Златова, лейтенант милиции
- 1984 — Возлюбленные Марии / Maria’s Lovers — Вера
- 1989 — Гомер и Эдди / Homer and Eddie — эпизод
- 1989 — Комедия о Лисистрате — Лисистрата («Разрушительница войны»), афинянка
- 1990 — Чернов/Chernov — Елена Труханова, подруга Арнольда
- 1990 — Ловушка для одинокого мужчины — мадемуазель Ивон Берто, медсестра
- 1993 — Пленник времени / Prisoner of Time — Кристина Марр
- 1994 — Обаяние дьявола — экстрасенс
- 1997 — День полнолуния — Зоя, певица
- 1998 — Кому я должен — всем прощаю — жена Александра
- 1999 — С новым счастьем! — Лора, стилист, подруга Веры
- 2001 — Северное сияние — мать Ани
- 2001 — С новым счастьем! 2. Поцелуй на морозе — Лора, стилист, подруга Веры
- 2002 — Кодекс чести (фильм № 1) — Ольга, жена Назарова
- 2003 — Чистые ключи — Полина
- 2003 — Стилет — Римма
- 2003 — Люди и тени 2 — Римма
- 2003 — Русские амазонки 2 — Марина
- 2004 — Ландыш серебристый 2 (серия № 10 «Линкольн и ледоруб») — Кира
- 2004 — Шпионские игры (фильм № 1 «Нелегал») —
- 2006 — Первый скорый — Любочка
- 2006 — Сёстры по крови — Амалия Станиславовна Гжегоржевская, финансовый директор фирмы
- 2006 — Мёртвый. Живой. Опасный — Ольга Леонардовна («Леопардовна»), заведующая библиотекой
- 2007 — Год Золотой рыбки — Алина Михайловна, мать Аси
- 2007 — Срочно в номер (фильм № 2 «Портрет неизвестного») — Красильникова
- 2008 — Шпионские игры (фильм № 10 «Частный визит») —
- 2009 — Розы для Эльзы — мать Тани Лепёшкиной (Эльзы)
- 2009 — Событие — Евгения Васильевна, тётя Любы и Веры
- 2010 — Метель — Людмила Ивановна, мать Варвары
- 2011 — Борис Годунов — мать семейства
- 2011 — Камень — Кира, соседка Петра Найдёнова («Камня»), бывший директор детского дома
- 2013 — Репетиции — Полина Сергеевна, агент актёра Игоря Градского
- 2013 — Двойная жизнь (серия № 10) — мать Нины
- 2013 — Я оставляю вам любовь — Марина Владимировна, военный врач
- 2014 — Бессонница — Александра Алёхина, владелец банка
- 2014 — Врачиха — Нина Фёдоровна, мать Кати Захаровой
- 2014 — Любить нельзя ненавидеть — Надежда Андреевна, мать Алины
- 2014 — Слабая женщина — Тамара Васильевна, мать Людмилы
- 2015 — Ленинград 46 (фильм № 6 «Чемпион города» — серии № 21—24) — Нина Александровна Преображенская, сестра Морозова
- 2016 — Её звали Муму — мать Гриши
- 2017 — Филфак — Алла Орлова
- 2017 — Отличница — Вера Николаевна Шведова
- 2018 — Обратная сторона любви — Тамара Гавриловна, мать Михаила Жданова
- 2018 — Каникулы президента — Наталья Петровна, мать Зины
- 2018 — Неправильные — повелительница аистов
- 2018 — Лето — женщина в красном
- 2018 — Отель «Толедо» — Стоговская
- 2019 — Аванпост — мама Юры
- 2019 — Ван Гоги — Ирина
- 2019 — Московский романс — мотоциклистка
- 2019 — Встреча
- 2019 — Первые встречные — Нора Вячеславовна, учительница
- 2020 — Аванпост — мама Юры
- 2020 — Бывшие — Роза Игнатьевна, сестра Романа, хозяйка турфирмы
- 2020 — Старые кадры — Ольга Валерьевна Левандовская, телезвезда
- 2020 — Доктор Лиза — «Волочкова», пациент доктора Лизы
- 2020 — Шуша — Аглая Альбертовна Ладынина
- 2020 — Мёртвые души — Настасья Петровна Коробочка
- 2021 — Горький привкус любви, или Список фрау Шиндлер — Эмилия Шиндлер, жена Оскара Шиндлера
- 2022 — Монастырь — бабушка Марии
- 2025 — Тайга (в производстве) — Генриетта

#### Телеспектакли
- 1976 — Вишнёвый сад (фильм-спектакль) — Аня, дочь Раневской
- 1976 — Вечно живые (фильм-спектакль) — Люба
- 1977 — Между небом и землёй (телеспектакль) — девушка в аэропорту
- 1977 — Чао! (телеспектакль) — Софи Куфисель
- 1979 — Цезарь и Клеопатра (фильм-спектакль) — Клеопатра
- 1980 — Тайна Эдвина Друда — мисс Роза Буттон
- 1982 — Попечители (телеспектакль) — Ирина Лавровна

#### Озвучивание
- 1978 — Любовь моя, печаль моя — Ширин (роль Аллы Сигаловой)
- 1980 — Фантазия на тему любви — Настя Ермолаева (роль Ирины Скобелевой)
- 1981 — Крепыш — голос лошадки Жизели
- 1982 — Полёты во сне и наяву — Алиса (роль Елены Костиной)

Также участвовала в ряде радиопостановок.

#### Режиссёр и сценарист
- 1998 — Ноктюрн Шопена (короткометражный фильм)
- 1999 — Люся и Гриша (короткометражный фильм)

### Фестивали и премии
- За роль Аси в фильме «Ася» (1977) удостоена приза «Лучшая женская роль» на МКФ в Таормине-78 (Италия); главные призы «Золотой леопард» фильму и актрисе (Е. Коренева) международного кинофестиваля романтических фильмов в Кабуре (Франция)[40][41].
- 2017 — премия «Ника» за лучшую женскую роль второго плана[42][43] (фильм «Её звали Муму»).
- 2019 — премия «Ника» за лучшую женскую роль второго плана (фильм «Ван Гоги»)[44].